# Шалигін Сергій Михайлович
Сергі́й Миха́йлович Шали́гін — підполковник медичної служби Збройних сил України.
Начальник відділення невідкладної хірургії, Військово-медичний клінічний центр Центрального регіону. Проводив порятунок поранених в зоні збройного конфлікту.

## Нагороди
21 серпня 2014 року — за особисту мужність і героїзм, виявлені у захисті державного суверенітету та територіальної цілісності України, вірність військовій присязі під час російсько-української війни, майор Сергій Шалигін відзначений — нагороджений орденом Богдана Хмельницького ІІІ ступеня.